# おかえり!
『おかえり!』は、2007年4月8日から同年9月30日まで、テレビ朝日系列で放送されていたドキュメンタリー番組である。放送時間は、毎週日曜18:30 - 18:56（JST）。
各界で活躍する著名人が"家族の絆"を通して語る知的エンターテインメント番組として放送された。

## ゲスト
- カッコ内は、放映日

- 荒俣宏（4月8日）
- 義家弘介（4月15日）
- 吉田秀彦（4月22日）
- 加藤登紀子（4月29日）
- 畑正憲（5月6日）
- 林隆三（5月13日）
- 林征生（5月13日）
- 田崎真也（5月20日）
- 西川きよし（5月27日）
- 原口あきまさ（6月3日）
- 坂本冬美（6月10日）
- なぎら健壱（6月17日）
- 東儀秀樹（6月24日）
- 松居一代（7月1日）
- ルー大柴（7月8日）
- 中野浩一（7月15日）
- 假屋崎省吾（7月22日）
- 安達祐実（7月29日）
- 沢田亜矢子（8月5日）
- 掛布雅之（8月12日）
- 林家木久扇（8月19日）
- 2代目林家木久蔵（8月19日）
- 山咲トオル（8月26日）
- 布川敏和（9月2日）
- 春風亭小朝（9月9日）
- 18代目中村勘三郎（9月16日）
- 2代目中村勘太郎（9月16日）
- 天童よしみ（9月23日）
- 新藤兼人（9月30日）

## ナビゲーター
- 三宅裕司
  - 予告ナレーターは、女優の小高麻友美（こだかまゆみ）が担当していた。

## テーマ曲
- SAKURA「Peace of Mind」

## スタッフ
- プロデューサー
  - 高梨聞吉（テレビ朝日）
  - 加納満（テレビ朝日映像）
  - 加藤義人（テレビマンユニオン）
- 制作
  - テレビ朝日映像
  - テレビマンユニオン